# Ermanno Scervino
 (avril 2022).
Si vous disposez d'ouvrages ou d'articles de référence ou si vous connaissez des sites web de qualité traitant du thème abordé ici, merci de compléter l'article en donnant les références utiles à sa vérifiabilité et en les liant à la section « Notes et références ».
Ermanno Scervino est une maison italienne de mode fondée en 2000. La société est née de la rencontre entre le styliste Ermanno Daelli et l’entrepreneur  Toni Scervino. 

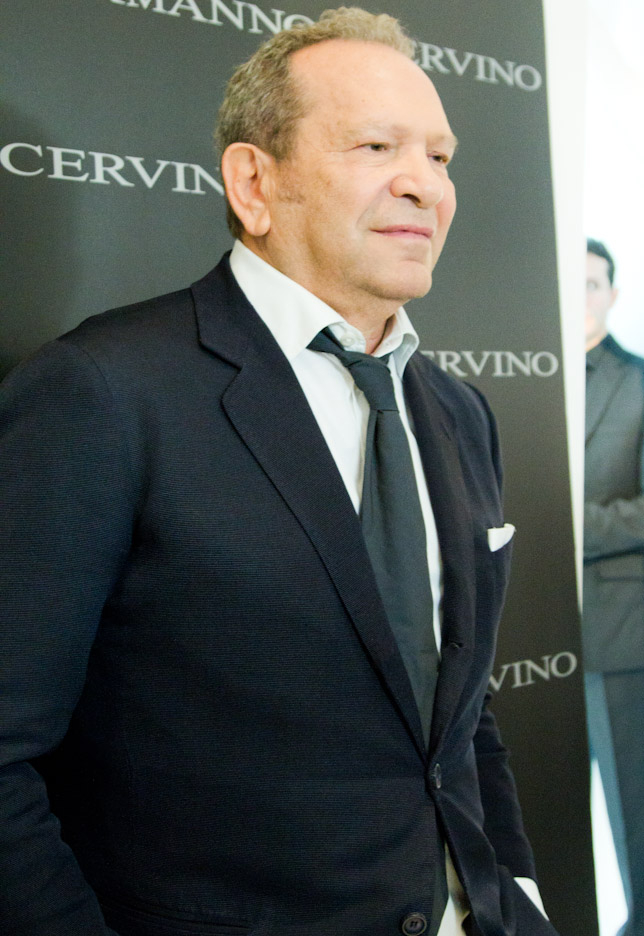
Le designer in 2011

## Historique
Après la période de formation qui eut lieu entre New York et Paris et les diverses expériences réalisées dans le domaine de la mode, Ermanno Scervino a décidé de fonder sa propre griffe. 
En 2007 est inauguré le nouveau quartier général de Bagno a Ripoli, sur les collines de Florence, où se trouvent tant la partie créative du groupe que celle logistique. 
En 2008, la marque ouvre le nouveau showroom de Milan, un espace de plus de 1 200 m2 dans la via Manzoni, au cœur du quadrilatère de la mode. 

## Les Marques

### Ermanno Scervino
La marque Ermanno Scervino est la principale griffe de l'entreprise et comprend les collections prêt-à-porter et accessoires, tant femme que homme. 
Les principaux éléments des collections, depuis le début, sont : le style Sport Couture, les techniques de couture soignées et à la lingerie que l'on  montre. 
La ligne femme naît en 1999 et débute à Milano Collezioni en 2003.
La ligne homme est lancée quelques années plus tard, en 2002 et est présentée la première fois en janvier 2005 
Le 9 janvier 2013, Ermanno Scervino défile à nouveau au cours du Pitti Uomo avec la collection masculine et la pré-collection féminine dans le cadre du Salon du XVIe siècle du Palazzo Vecchio de Florence.

### Ermanno Scervino Underwear and Beachwear
Les lignes underwear et beachwear reprennent la philosophie de la première ligne « de la lingerie que l’on montre » en la déclinant dans les mondes de la lingerie et de la mer. 

### Ermanno Scervino Junior
La ligne junior propose l’empreinte stylistique de Ermanno Scervino en l’adaptant aux plus petits. Les collections Ermanno Scervino Junior sont présentées chaque année durant le Pitti Bimbo à Florence.

### Scervino Street
La marque Scervino Street naît comme une marque pour la maison destinée à une clientèle plus jeune et orientée vers une gamme de prix légèrement plus économique par rapport à l'Ermanno Scervino. Elle propose toutefois l’empreinte stylistique qui caractérise la première ligne, en l’adaptant aux exigences d’un public plus jeune.

## Distribution
Les collections de Ermanno Scervino sont distribuées dans 42 boutiques monomarques en 2012.

## Personnalités
Au fil des années, la marque Ermanno Scervino est portée par différents mannequins ; les plus célèbres sont : Dree Hemingway, Małgosia Bela, Bianca Balti, Alek Wek, Eva Herzigova, Helena Christensen, Rie Rasmussen, Theodora Richards, Alice Dellal et Melanie Thierry. 
Ermanno Scervino a collaboré avec des photographes de renommée internationales pour les campagnes publicitaires, dont Peter Lindbergh, Mario Sorrenti, Patrick Demarchelier, Paolo Roversi et Francesco Carozzini.